# Mateo Falcone
Mateo Falcone ist der Protagonist einer gleichnamigen Novelle des französischen Schriftstellers Prosper Mérimée. Die Geschichte wurde 1829 verfasst und im selben Jahr mit dem Untertitel Mœurs de la Corse (dt.: Sitten und Gebräuche Korsikas) in einer Pariser Zeitschrift veröffentlicht. 1831 erschien eine Ballade in Terzinen von Adelbert von Chamisso, die dem Verlauf der Erzählung Mérimées recht getreu folgt. 1906 machte César Cui aus der Erzählung eine gleichnamige Oper, die am 14. Dezember 1907 im Bolschoi-Theater in Moskau uraufgeführt, aber ein Misserfolg wurde.

## Handlung
Die Erzählung spielt zu Beginn des 19. Jahrhunderts auf Korsika, unweit der Stadt Porto Vecchio. Mateo Falcone ist ein respektierter und angesehener Mann, der mit seiner Frau und seinem Sohn Fortunato einen kleinen Gutshof besitzt. Der besondere Respekt beruht unter anderem darauf, dass Mateo als guter Schütze gilt und dafür bekannt ist, keinem Konflikt aus dem Wege zu gehen.
Eines Tages bricht er mit seiner Frau auf, um nach einer Herde zu sehen. Er lässt den 10 Jahre alten Fortunato für einige Stunden zurück mit dem Auftrag, Haus und Hof zu bewachen. In dieser Zeit hört der Junge eine Schießerei, kurz danach kommt ein von Polizisten angeschossener Bandit auf den Hof und sucht dort Zuflucht. Fortunato versteckt ihn in einem Heuhaufen, jedoch erst nachdem der Bandit ihm Geld gegeben hat. Wenige Minuten später kommt auch die Polizei und fragt Fortunato, ob er den Banditen gesehen habe. Der Junge verneint, doch einer der Polizisten glaubt ihm nicht und verspricht ihm eine Taschenuhr, wenn er das Versteck preisgibt. Fortunato kann der Versuchung nicht widerstehen und deutet auf den Heuhaufen.
In diesem Moment kehren Mateo und seine Frau zurück und werden Zeugen der Verhaftung des Banditen. Dieser bezichtigt zornig das Haus Falcones als das eines Verräters, bevor er von der Polizei abtransportiert wird. Für Mateo ist der Verrat seines Sohnes eine Verletzung der Familienehre. Er sieht sich gezwungen, ihn zu erschießen.
Der Text wurde mehrfach als Oper vertont, 1884 von Heinrich Zöllner, 1898 von Theodor Gerlach, 1906 von César Cui. Éric Vuillard verfilmte die Erzählung 2009.

## Deutsche Ausgabe
- Übersetzerin Rosa Luxemburg, (ohne Namensnennung) in Zeitschrift „Für unsere Kinder“. Beilage zu Die Gleichheit: Nr. 6, 1914, S. 41–43; 7, 1914, S. 49–52 und 8, 1915, S. 57–59[1]

## Notizen
1. ↑  Luxemburgs Urheberschaft ergibt sich aus dies., Gesammelte Briefe, Hg. Annelies Laschitza, Günter Radzun, Bd. 5, Dietz, Berlin 1987, ISBN 3-320-00452-2, S. 13. Text nicht in den Gesammelten Werken.